# О мода, мода!
«О мо́да, мо́да!» (груз. ო, მოდა, მოდა...) — мультипликационный фильм для взрослых.

## Сюжет
Сатирические зарисовки, посвящённые чрезмерному увлечению экстравагантной модой.

Мультфильм состоит из новелл, рассказывающих на исторических этапах человечества, в разных странах, трансформацию течений и тенденций моды в культуре и социальной жизни:
- Первая жертва моды
- Власть и мода
- Любовь и мода
- Ещё одна жертва
- Кино и мода
- Мода капризничает
- Ещё одна страничка истории

Герои картины часто в слепой погоне за модными направлениями, порой, пользуясь своей властью, доходят от красивых, гармоничных до экстравагантных или абсурдных проявлений в одежде, причёсках, музыке, танцах.

## Создатели
| режиссёр                  | Вахтанг Бахтадзе                                                                     |
| авторы сценария           | Нина Бенашвили, И. Мухранели                                                         |
| художник-постановщик      | Иосиф Самсонадзе                                                                     |
| композитор                | Нугзар Вацадзе                                                                       |
| оператор                  | Виолета Каросанидзе                                                                  |
| монтаж                    | Мадона Тевзадзе                                                                      |
| художники-мультипликаторы | Отар Думбадзе, Авенир Хускивадзе, Кукури Джебашвили, Вадим Ульянов, Альберт Нерсесов |

## Награды
- 1970 — 4 Всесоюзный кинофестиваль в Минске — Вторая премия и приз.
- 1970 — КФ анимационных фильмов в Мамайе (Румыния) — Специальный приз и Диплом.
- 1971 — Международный кинофестиваль в Белграде — Диплом.